# اهرنسباک
اهرنسباک (به آلمانی: Ahrensbök) یک شهر در آلمان است که در شلسویگ-هولشتاین واقع شده‌است.

## خصوصیات
اهرنسباک ۹۵٫۳۸ کیلومترمربع مساحت دارد ۵۵ متر بالاتر از سطح دریا واقع شده‌است.